# Долинський Данило Іванович
Долинський Данило Іванович (нар. 20 червня 1941, с. Балутянка Польща) — український митець, майстер різьби по дереву. Член НСМНМУ з 1993 р; заслужений майстер народної творчості України.

## Біографія
Здобув середню освіту. Різьби навчався у батька та родичів — майстрів лемківської різьби. Різьбить анімалістичні скульптури. Працював різьбарем у цеху художньої обробки дерева на Львівському художньому комбінаті (1958–1994 р.).
Член НСМНМУ з 1993 р. Бере активну участь у різних виставках. Учасник обласних, всеукраїнських та міжнародних виставок, зокрема у Нью-Йорку, Філадельфії (США), Венгожеві, Перемишлі, Варшаві, Ясло, Кракові (Польща), Стокгольмі (Швеція).
Проживає в Трускавці.